# Campionatul Mondial de Alergare de 50 km din 2019
A treia ediție a Campionatului Mondial de Alergare de 50 km a avut loc pe 1 septembrie 2019 la Brașov, România.

## Rezultate

### Masculin

#### Individual
| Loc | Sportiv                   | Țară                       | Timp    |
| --- | ------------------------- | -------------------------- | ------- |
| 1   | Iraitz Arrospide Garro    | Spania                     | 2:47:42 |
| 2   | Lungile Gongqa            | Africa de Sud              | 2:48:26 |
| 3   | Daniel Nash               | Regatul Unit               | 2:49:01 |
| 4   | Marcel Bräutigam          | Germania                   | 2:49:26 |
| 5   | Edward Omphemetse Mothibi | Africa de Sud              | 2:49:49 |
| 6   | Bongmusa Mthembu Cosmos   | Africa de Sud              | 2:50:23 |
| 7   | Kyle Masterson            | Statele Unite ale Americii | 2:51:09 |
| 8   | Andreas Straßner          | Germania                   | 2:51:17 |
| 9   | Nao Kazami                | Japonia                    | 2:51:27 |
| 10  | Craig Hunt                | Statele Unite ale Americii | 2:51:42 |

#### Echipe
| Loc | Țară                                                                           | Timp    |
| --- | ------------------------------------------------------------------------------ | ------- |
| 1   | Africa de Sud Lungile Gongqa Edward Omphemetse Mothibi Bongmusa Mthembu Cosmos | 8:28:38 |
| 2   | Germania Marcel Bräutigam Andreas Straßner Benedikt Hoffmann                   | 8:35:52 |
| 3   | Regatul Unit Daniel Nash Paul Martelletti Alex Milne                           | 8:41:00 |

### Feminin

#### Individual
| Loc | Sportiv               | Țară                       | Timp    |
| --- | --------------------- | -------------------------- | ------- |
| 1   | Alyson Dixon          | Regatul Unit               | 3:07:20 |
| 2   | Helen Davies          | Regatul Unit               | 3:09:16 |
| 3   | Alicia Perez          | Spania                     | 3:15:09 |
| 4   | Dominika Stelmach     | Polonia                    | 3:17:27 |
| 5   | Courtney Olsen        | Statele Unite ale Americii | 3:19:23 |
| 6   | Elizabeth Northern    | Statele Unite ale Americii | 3:19:24 |
| 7   | Caitriona Jennings    | Irlanda                    | 3:19:50 |
| 8   | Sandra Urach          | Austria                    | 3:20:42 |
| 9   | Julie Briscoe         | Regatul Unit               | 3:22:57 |
| 10  | Caroline Veltri Baker | Statele Unite ale Americii | 3:24:31 |

#### Echipe
| Loc | Țară                                                                               | Timp     |
| --- | ---------------------------------------------------------------------------------- | -------- |
| 1   | Regatul Unit Alyson Dixon Helen Davies Julie Briscoe                               | 9:39:33  |
| 2   | Statele Unite ale Americii Courtney Olsen Elizabeth Northern Caroline Veltri Baker | 10:03:18 |
| 3   | Austria Sandra Urach Karin Freitag Carola Bendl-Tschiedel                          | 10:19:58 |

## Clasament pe medalii
| Loc   | Țară                       | Aur | Argint | Bronz | Total |
| ----- | -------------------------- | --- | ------ | ----- | ----- |
| 1     | Regatul Unit               | 2   | 1      | 2     | 5     |
| 2     | Africa de Sud              | 1   | 1      | 0     | 2     |
| 3     | Spania                     | 1   | 0      | 1     | 2     |
| 4     | Germania                   | 0   | 1      | 0     | 1     |
| 4     | Statele Unite ale Americii | 0   | 1      | 0     | 1     |
| 6     | Austria                    | 0   | 0      | 1     | 1     |
| Total | Total                      | 4   | 4      | 4     | 12    |